# Nocturnes digitales
Nocturnes digitales is een studioalbum van Cyrille Verdeaux. Het is na Offrandes het tweede muziekalbum dat hij uitbracht onder eigen naam. De muziek kwam eerst uit op muziekcassette en in 2001 op een compact disc. Hij nam het album op voor mensen die moeten onthaasten; het album is volgens Verdeaux geschikt voor mensen die rust zoeken en hun alfa-golven op orde willen brengen zodat men een ontspannen gevoel krijgt. Het zou wetenschappelijk getest zijn, doch de muziek is niet altijd rustig zoals in dit geval verwacht mocht worden. Uitschieters richting rock blijven uit, maar geheel ambient is het album niet; Ceremony is zelfs onrustig. Het album verwees naar Angkor Wat, met hoes en tekst. De titel verwijst naar de nocturne uit de klassieke muziek.

## Musici
- Cyrille Verdeaux – toetsinstrumenten,
- Gunnar Amundsen – tabla op Winds Talks
- Don Lax – viool op Clair de lune

## Tracklist
Allen van Verdeaux

| Nr. | Titel           | Duur  |
| --- | --------------- | ----- |
| 1.  | Winds talks     | 10:08 |
| 2.  | Piano Strings   | 11:35 |
| 3.  | A Piece of Love | 5:20  |
| 4.  | Claire de lune  | 5:30  |
| 5.  | Ceremony        | 8:36  |
| 6.  | Bon sens        | 8:05  |
| 7.  | Agadir          | 6:00  |
| 8.  | Orgue a vent    | 7:14  |
| 9.  | Melancooly      | 4:00  |

- Het Engels van Verdeaux is niet altijd juist gespeld of verbogen.